# 納拉伊夫 (杜布諾區)
50°23′42″N 26°1′5″E / 50.39500°N 26.01806°E
納拉伊夫（烏克蘭語：Нараїв），是烏克蘭的村落，位於該國西北部羅夫諾州，由杜布諾區負責管轄，面積0.38平方公里，海拔高度256米，2001年人口305，人口密度每平方公里802.6人。